# Аль-Мустаді
Аль-Мустаді (1142 — 30 березня 1180) — 33-й володар Багдадського халіфату в 1170—1180 роках. Тронне ім'я перекладається з арабської мови як «Той, хто осяяний Волею Бога». Повне ім'я — Абу Мухаммад аль-Хасан ібн Юсуф аль-Мустанджід аль-Мустаді бі-амр Аллах.

## Життєпис
Походив з династії Аббасидів. Син халіфа аль-Мустанджіда. Народився у 1142 році у Багдаді. При народженні отримав ім'я Хасан. Про нього відомо замало. У 1170 році після раптової смерті батька став новим халіфом під ім'ям аль-Мустаді.
Намагався продовжувати політику попередника, яка ззовні була спрямована на союз із Зангідами та захисту від Сельджукських держав, а внутрішні — збереженні соціального і релігійного миру, покращенню економічного становища, наповнення скарбниці. Також халіф намагався посилити свою військову потугу.
У 1171 році після остаточного повалення Фатімідів в Єгипті Салах ад-Діном духовна влада багдадського халіфа поширилася на ці землі. Натомість аль-Мустаді надав Салаху ад-Діну титул султана. Загалом це пішло на користь халіфату.
З середньовічних хронік відомо про широку будівничу діяльність халіфа: за його наказом по всій державі зводилися мечеті, медресі та рибати. Був прихильником ханбалізму, надавав допомогу проповіднику-ханбаліту аль-Джаузі. Завдяки цьому його представлено в мусульманській історіографії як благочестивого і зразкового володаря.
На момент смерті халіфат перебував у гарній економічній ситуації, мав потужних союзників в особі султана Салаха ад-Діна народу Зангідів у північній Сирії та Мосулі. Відбулося нове підсення міст, особливо Багдада і Басри, де зосередилася торгівля. Опис тогочасного Багдада залишив письменник-мандрівник Веніамін Тудельський. Помер у 1180 році від якоїсь хвороби, що перебігала з гарячкою. Владу успадкував його син Ахмад.